# Paulina Gubaová
Paulina Gubaová (* 14. května 1991) je polská atletka, jejíž specializací je vrh koulí.

## Sportovní kariéra
Při startu na evropském šampionátu v roce 2012 obsadila v soutěži koulařek desáté místo, o čtyři roky později v Amsterdamu skončila jedenáctá. Na halovém mistrovství Evropy v Praze v roce 2015 byla mezi koulařkami pátá, v Bělehradě v roce 2017 šestá. Zatím nejúspěšnější sezónou byl pro ni rok 2018 – na jaře obsadila na světovém halovém šampionátu páté místo, v létě se stala mistryní Evropy ve vrhu koulí.